# Petr Benčík
Petr Benčík, né le 29 janvier 1976 à Česká Lípa, est un coureur cycliste tchèque.

## Palmarès
- 1996
  - 3e du championnat de République tchèque sur route
- 1998
  - Brno-Velká Bíteš-Brno
  - 4e étape du Tour de Vysočina
- 1999
  - 1re étape du Tour de Vysočina
- 2001
  - 4e étape du Tour de Vysočina
- 2002
  - 4e étape du Tour de Vysočina
- 2004
  - Tour de Vysočina :
    - Classement général
    - 1re étape

  - 2e du championnat de République tchèque sur route
  - 2e du Mémorial Henryka Lasaka
- 2006
  - 1re étape du Tour de Vysočina
  - Mémorial Henryka Lasaka
  - 3e du Tour de Vysočina
  - 3e du Prague-Karlovy Vary-Prague
- 2007
  - Grand Prix Palma
  - 5e étape du Tour de Vysočina
  - 3e du Tour du Loir-et-Cher
  - 3e du championnat de République tchèque sur route
- 2008
  -  Champion de République tchèque sur route
- 2010
  -  Champion de République tchèque sur route
  - 2e du Grand Prix Hydraulika Mikolasek
- 2011
  -  Champion de République tchèque sur route
  - Tour de Haute-Autriche :
    - Classement général
    - 1re étape

  - 1re étape du Tour de Vysočina

## Classements mondiaux
| Année           | 2005 | 2006 | 2007 | 2008 | 2009 | 2010 | 2011 |
| --------------- | ---- | ---- | ---- | ---- | ---- | ---- | ---- |
| UCI Asia Tour   |      |      | 61e  | 242e |      |      |      |
| UCI Europe Tour | 178e | 165e | 220e | 612e |      | 186e | 154e |